# کلوبی
کلوبی (نام علمی: Eleiodoxa conferta) نام یک گونه از تبار نخل رونده است.